# День медичного працівника
День меди́чного працівни́ка — професійне свято працівників галузі охорони здоров'я. Засноване 1980 року в СРСР. Станом на 2023 рік святкується в Азербайджані, Білорусі, Вірменії, Казахстані, Латвії, Молдові, Таджикистані.

## Історія
Уперше свято для лікарів, медсестер, лаборантів і санітарів затверджене в СРСР Указом Президії Верховної Ради СРСР від 1 жовтня 1980 року «Про святкові та пам'ятні дні». Відмічалося щорічно у третю неділю червня.
Після розпаду СРСР офіційно святкується в третю неділю червня в Білорусі, Вірменії, Казахстані, Латвії (з 2011), Молдові, Росії; 17 червня — в Азербайджані; 18 серпня — у Таджикистані.
В Україні також відзначалося у третю неділю червня згідно з Указом Президента України від 3 червня 1994 року № 281/94 «Про День медичного працівника». Згідно з Указом Президента України від 13 червня 2023 року № 327/2023 в Україні щорічно відзначається День медичних працівників 27 липня.